# Vadu Anei, Ilfov
Vadu Anei este un sat în comuna Brănești din județul Ilfov, Muntenia, România. Satul a fost înființat în 1879 de către 73 însurățeii împroprietăriți pe moșia din zonă. În 1902 avea 320 de locuitori, dar populația sa a scăzut, la recensământul din 2002 înregistrându-se doar 33 de locuitori.
Satul se află pe malul stâng al râului Pasărea, la sud de Brănești (reședința comunei), de care este legat prin drumul județean 100. Între Vadu Anei și Brănești trece autostrada A2 și se află și pădurea Cucu. La sud, satul este mărginit de pădurea Băleanca.